# Eupithecia ketama
Eupithecia ketama là một loài bướm đêm trong họ Geometridae.